# P/2013 AL76 (Catalina)
P/2013 AL76 (Catalina) — одна з короткоперіодичних комет сім'ї Юпітера. Ця комета була відкрита 14 січня 2013 року; вона мала 19.8m на час відкриття.